# Philippe de Vienne (seigneur)
Philippe (Ier ou II) de Vienne est le fils d'Hugues (IV) de Vienne (de Neublans d'Antigny), comte de Vienne, et d'Alix de Faucogney (Villersexel). 
Philippe peut être numéroté Philippe Ier  (dans la Maison de Vienne ; la famille de Neublans d'Antigny s'intitule en effet la Maison de Vienne à partir d'Hugues IV de Neublans, le père de notre Philippe, qui accéda au comté de Vienne en tant que fils de Béatrice de Mâcon-Vienne, femme d'Hugues III de Neublans et sœur héritière des comtes de Vienne Géraud/Gérard II, Henri Ier et Guillaume V : cf. l'article Étienne Ier Tête Hardie), ou Philippe II  (dans la maison de Neublans d'Antigny, son père Hugues IV étant fils d'Hugues III, fils de Guillaume Ier, fils de Philippe Ier  de Neublans ; à noter que le frère cadet d'Hugues III était Philippe Ier seigneur d'Antigny, souche de cette branche des Neublans d'Antigny). L'oncle paternel de notre Philippe était le frère cadet d'Hugues IV : Henri d'Antigny, comte de Vienne (Henri II) et seigneur de Ste-Croix (Henri Ier), souche de la branche des Vienne-Sainte-Croix.

## Biographie
En 1259, son père, comte de Vienne depuis 1250 et de manière effective jusqu'en 1263, organise son mariage avec Agnès de Chalon, fille d'Hugues comte palatin de Bourgogne. Il reprend en fief de ses beaux-parents les seigneuries de Saint-Aubin et d'Aumur et leur prête hommage en novembre 1265. À la mort de son père, survenue dans les années 1270/1277, Philippe devient seigneur de Lons en partie (le bourg St-Désiré) avec Pymont (Jura), et seigneur de Pymont (Saône-et-Loire) (ci-dessous ; fiefs venus de sa grand-mère Béatrice de Mâcon-Vienne), seigneur de Pagny et de Seurre (héritage des Neublans d'Antigny) ; il délaisse alors la seigneurie de Mirebel à son frère cadet, Jean, d'où cette branche des Vienne : les sires de Mirebel et de Roulans, dont l'amiral Jean. En 1277, les deux frères organisent le douaire de leur mère Alix de Faucogney, fille d'Aymon IV seigneur de Faucogney et Villersexel .
Philippe de Vienne entreprit de nombreuses guerres privées et fut obligé de vendre plusieurs de ses domaines pour payer ses dettes. Il octroie également une charte communale aux habitants de la ville de Seurre en mai 1278, du consentement de sa mère, de son épouse et de son fils aîné.
Avec sa seconde épouse, Jeanne de Genève, fille du comte de Genève Aymon II, il fonde la chapelle de Pagny (1297). Philippe meurt avant 1303, date à partir de laquelle son fils Hugues prend le titre de seigneur de Pagny.

## Famille
Il est le frère aîné de Jean de Vienne seigneur de Mirebel (un ancêtre de l'amiral de Vienne).
De sa première épouse, Agnès de Bourgogne, il aura 9 enfants :
- Hugues (V) (1265-1315), seigneur de Seurre, Pymont (Saône-et-Loire) et de Lons en partie — le bourg Saint-Désiré, avec Pymont (Jura) ; seigneur de Longwy en majeure partie, par sa femme Gillette de Chaussin ; suite de la postérité à l'article Ste-Croix : Hugues est l'arrière-grand-père de Guillaume de Seurre et St-Georges, et le père de Philippe II de Vienne, seigneur de Lons, Pymont (Jura), et seigneur de Pymont (Saône-et-Loire), Ruffey, Montmorot et Chevreaux ;
- Simon, chanoine de Besançon ;
- Étienne (?-v.1314); son fils Jean (?-1351) est connu comme défenseur de Calais en 1346-1347 ;
- Renaud ;
- Huguette, x Eudes de Montferrand ;
- Alix, abbesse de Lons-le-Saunier ;
- Jean ;
- Catherine ;
- Guyette.

Avec sa seconde épouse, Jeanne de Genève, il aura deux fils :
- Jean (1295-1328), seigneur de Pagny ;
- Hugues, archevêque de Besançon de 1333 à 1355.